# Maison natale de Jean Giono
Ne doit pas être confondu avec Espace Giono.
La maison natale de Jean Giono est une maison de Manosque dans les Alpes-de-Haute-Provence où est né l'écrivain Jean Giono le 30 mars 1895. 

## Situation et accès
Cette maison est située en plein cœur du centre-ville de Manosque, au 2 rue Torte, à l' angle de la rue Grande.

## Historique

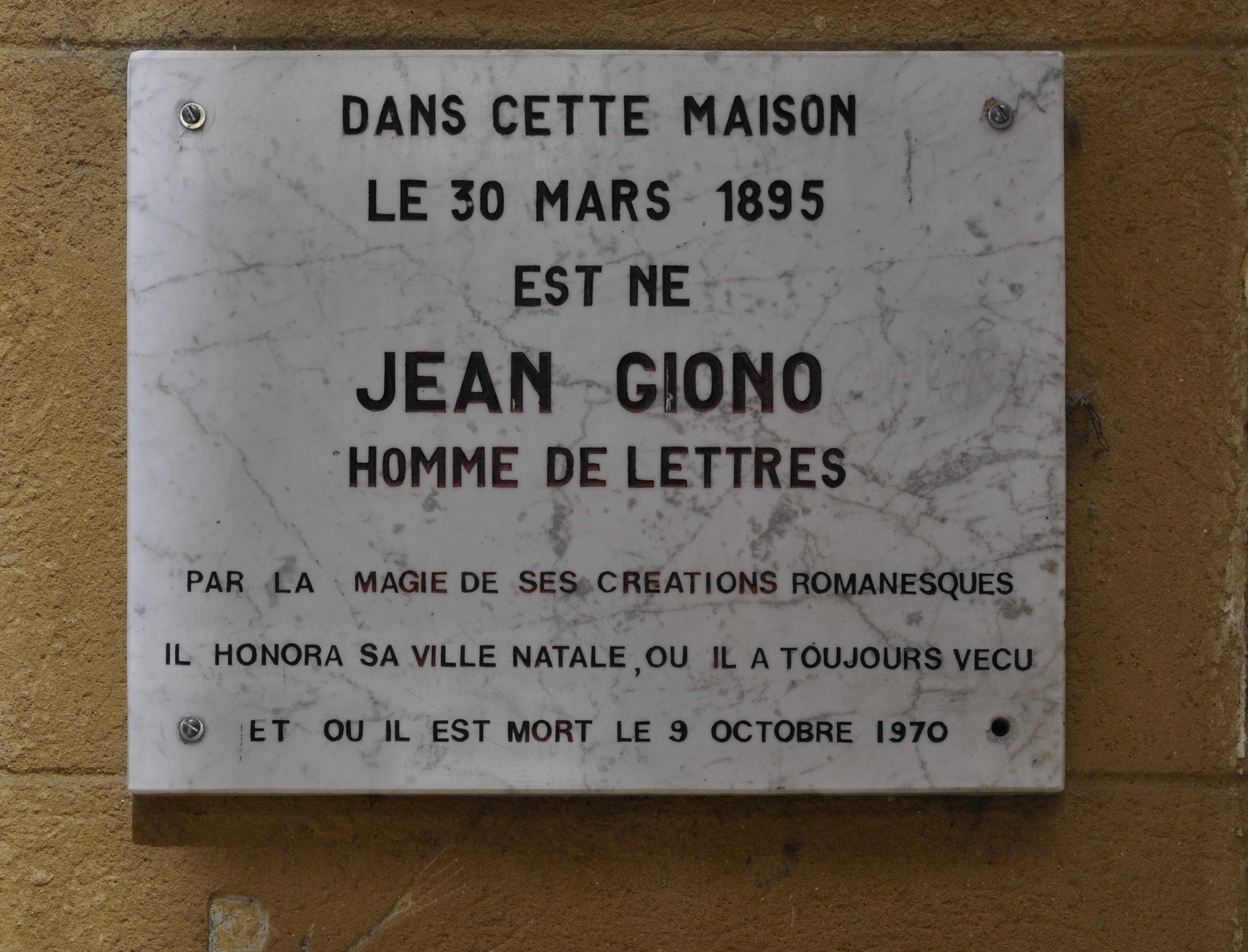
Plaque commémorative apposée sur la façade

Jean Giono est né dans cette maison le 30 mars 1895, fils unique de Jean-Antoine Giono, cordonnier anarchiste d'origine piémontaise et de Pauline Pourcin (1857-1946), repasseuse, d'ascendance picarde par sa mère et provençale par son père. 
Giono a évoqué son enfance dans cette maison avec son roman Jean le Bleu où il évoque cette figure paternelle qui l'a profondément marqué.
En 2019, la maison est une propriété privée et ne se visite pas. Une plaque commémorative a cependant été apposée sur la façade donnant sur la rue. Celle-ci indique les dates de naissance et de décès de Jean Giono qui y est décédé soixante-quinze ans après y être né.